# Michaił Ponomariow (lotnik)
Michaił Siergiejewicz Ponomariow (ros. Михаил Сергеевич Пономарёв; ur. 15 grudnia 1920 w Aleksiejewce, zm. 26 września 2006 w Chersoniu) – radziecki lotnik wojskowy, Bohater Związku Radzieckiego (1951).

## Życiorys
Urodził się w rosyjskiej rodzinie chłopskiej. Skończył 9 klas szkoły średniej w Szachtinsku, pracował w kopalni w Karagandzie, w marcu 1940 został powołany do Armii Czerwonej, w listopadzie 1940 ukończył szkołę młodszych specjalistów lotniczych w Perejasławiu Zaleskim i został radzistą w lotniczym pułku bombowców.
W 1942 skończył wojskowo-lotniczą szkołę pilotów w Stalingradzie, służył w lotniczym pułku myśliwskim w Nadwołżańskim Okręgu Wojskowym, w marcu 1943 został pomocnikiem dowódcy klucza 32. Samodzielnej Brygady Piechoty na Froncie Wołchowskim, od lutego 1944 walczył na Froncie Leningradzkim w składzie 832. lotniczego pułku myśliwskiego 15. Armii Powietrznej, w październiku 1944 pułk ten został przeformowany w 11 Pułk Myśliwski Sił Powietrznych WP, w którym Ponomariow był lotnikiem, a od stycznia 1945 starszym lotnikiem. Uczestniczył w obronie Leningradu, w operacji leningradzko-nowogrodzkiej, nadbałtyckiej, wiślańsko-odrzańskiej i berlińskiej, strącił osobiście 3 i w parze 2 samoloty wroga. Po wojnie służył w Siłach Powietrznych WP, w maju 1945 został dowódcą klucza 11 pułku myśliwskiego, a w maju 1947 zastępcą dowódcy eskadry 3 pułku myśliwskiego w Krakowie, w lipcu 1947 wrócił do ZSRR, służył w Białoruskim Okręgu Wojskowym.
W marcu 1951 wraz z pułkiem myśliwskim został skierowany do północnych Chin, od marca 1951 do lutego 1952 brał udział w wojnie w Korei, wykonując 175 lotów bojowych i staczając 96 walk powietrznych, w których strącił osobiście 10 samolotów przeciwnika. Po powrocie do ZSRR służył w Nadmorskim Okręgu Wojskowym na Dalekim Wschodzie, od 1954 w wojskach obrony przeciwlotniczej, m.in. w Amurskiej Armii Obrony Przeciwlotniczej, w sierpniu 1968 został przeniesiony do rezerwy w stopniu podpułkownika, 15 kwietnia 1975 awansowano go na pułkownika.

## Odznaczenia
- Złota Gwiazda Bohatera Związku Radzieckiego (13 listopada 1951)
- Order Lenina (13 listopada 1951)
- Order Czerwonego Sztandaru (dwukrotnie - 25 października 1944 i 10 października 1951)
- Order Wojny Ojczyźnianej I klasy (11 marca 1985)
- Order Czerwonej Gwiazdy (dwukrotnie - 16 października 1955 i 22 lutego 1968)

I medale ZSRR oraz polski medal.